# Петраковский, Анатолий Иосифович
Анато́лий Ио́сифович Петрако́вский (28 декабря 1901 года, дер. Нижняя Сафроновка, ныне Новоодесский район, Николаевская область, Украина — 3 сентября 1969 года, Ростов-на-Дону) — советский военачальник, генерал-майор (1942). Герой Советского Союза (1940).

## Начальная биография
Анатолий Иосифович Петраковский родился 28 декабря 1901 года в деревне Нижняя Сафроновка ныне Новоодесского района Николаевской области в семье крестьянина.
Окончил 6 классов.

## Военная служба

### Довоенное время
В сентябре 1922 года был призван в ряды РККА и направлен красноармейцем в 3-й стрелковый полк в составе Отдельной Кавказской Краснознамённой армии (Кутаиси). В октябре 1923 года был направлен на учёбу на Владикавказские пехотные курсы красных командиров, после окончания которых в апреле 1924 года был назначен старшиной в 39-й стрелковый полк (13-я Дагестанская стрелковая дивизия), дислоцированного в Дербенте.
В сентябре 1924 года направлен на учёбу во Владикавказскую пехотную школу, после окончания которой в сентябре 1927 года Петраковский вернулся в 13-ю Дагестанскую стрелковую дивизию, где служил на должностях старшины 39-го стрелкового полка, командира взвода, помощника политрука роты, командира роты, начальника продовольственно-фуражного снабжения полка, с февраля 1937 — старшего адъютанта батальона и командира батальона 37-го стрелкового полка. В октябре 1936 года полк и дивизия были переведены в Белорусский военный округ. В 1932 году вступил в ряды ВКП(б).
Находясь на должности командира батальона 554-го стрелкового полка (138-я стрелковая дивизия, 7-я армия), капитан Петраковский принимал участие в советско-финской войне. 11 февраля 1940 года в бою за узел сопротивления — высоту Безымянная — в районе 1,5 км западнее населенного пункта Хотинен батальон под командованием капитана Петраковского прорвал две линии проволочных заграждений и занял позиции противника, после чего отразил до пяти контратак противника. Когда в шестой атаке финнам удалось оттеснить советские части, Петраковский остался на высоте с шестью бойцами и занял круговую оборону. В бою Петраковский уничтожил несколько финских снайперов. Когда ночью группа финских сапёров пыталась зарядом фугаса подорвать позицию обороняющихся. Петраковский застрелил их командира, вынудив остальных бросить фугас и отойти. За сутки боя группа капитана Петраковского удержала захваченный рубеж, а на следующий день советские войска восстановили положение на этом участке.
Указом Президиума Верховного Совета СССР от 21 марта 1940 года «за образцовое выполнение боевых заданий командования на фронте борьбы с финской белогвардейщиной и проявленные при этом отвагу и геройство» капитану Анатолию Иосифовичу Петраковскому присвоено звание Героя Советского Союза с вручением ордена Ленина и медали «Золотая Звезда» (№ 320).
В феврале 1940 года назначен на должность командира 768-го стрелкового полка 138-й стрелковой дивизии, однако с апреля того же года находился на лечении и в отпуске по болезни. После выздоровления в июле был направлен на учёбу в Военную академию РККА имени М. В. Фрунзе.

### Великая Отечественная война
В середине августа 1941 года полковник Петраковский направлен в Харьковский военный округ, где был назначен на должность командира 395-й стрелковой дивизии, которая в октябре после окончания формирования была передана в состав 9-й армии (Южный фронт), после чего принимала участие в боевых действиях под Мариуполем в ходе Донбасской оборонительной операции, а затем — в Ростовских оборонительной и наступательной и Воронежско-Ворошиловградской оборонительной операции.
В июле 1942 года Петраковский был отстранён от должности «за систематическое невыполнение приказов командующего 18-й армий и уклонение от боя». Дело было рассмотрено на Военном совете фронта с участием С. М. Будённого и Л. М. Кагановича, действия Петраковского были признаны соответствующими обстановке, и в августе он назначен исполняющим должность командующего оперативной группой пшадского направления Северо-Кавказского фронта. В сентябре назначен на должность заместителя командующего 47-й армией Черноморской группы войск Закавказского фронта, а в ноябре того же года — на должность командующего Туапсинским оборонительным районом, который принимал участие в оборонительных боевых действиях на Туапсинском направлении, в результате чего противнику был перекрыт доступ к Пятигорскому и Хребтовому перевалам.
В феврале 1943 года назначен на должность заместителя командующего 18-й армии, которая принимала участие в боевых действиях в ходе Краснодарской наступательной операции и освобождении Краснодара.
16 июля 1943 года назначен на должность командира 317-й стрелковой дивизии, ведшей боевые действия на Таманском полуострове, но уже 9 июля его по болезни эвакуировали в госпиталь в Москву. 18 августа того же года назначен на должность командира 57-го стрелкового корпуса 37-й армии Степного фронта, который принимал участие в боевых действиях в ходе битвы за Днепр, а также в Нижнеднепровской наступательной операции.
С января 1944 года Петраковский находился на лечении по болезни, после выздоровления с марта состоял в резерве Ставки Верховного Главнокомандования и в мае того же года был направлен на учёбу в Высшую военную академию имени К. Е. Ворошилова. После её окончания в июне 1945 года был назначен на должность заместителя командующего 16-й армии Дальневосточного фронта. 5 августа армия была включена в состав 2-го Дальневосточного фронта, после чего во время советско-японской войны во взаимодействии с Северной Тихоокеанской военной флотилией принимала участие в боевых действиях в ходе Южно-Сахалинской и Курильской десантной операций.

### Послевоенная карьера
После окончания войны находился на прежней должности. С ноября 1945 года находился в распоряжении Главного управления кадров НКО СССР. В январе 1946 года был направлен в Военную академию имени М. В. Фрунзе, где служил на должностях начальника курса и начальника учебного отделения Курсов усовершенствования командиров стрелковых дивизий при этой академии.
В апреле 1949 года назначен на должность начальника военного управления штаба Советской военной администрации в Германии, в марте 1950 года — на должность начальника военного отдела Управляющего делами Советской контрольной комиссии в Германии, а в январе 1951 года — на должность начальника Управления боевой и физической подготовки штаба Одесского военного округа. С ноября того же года состоял в распоряжении Главного управления кадров Советской Армии и в мае 1952 года назначен на должность начальника военной кафедры Свердловского юридического института.
Генерал-майор Анатолий Иосифович Петраковский в ноябре 1956 года вышел в отставку. Умер 3 сентября 1969 года в Ростове-на-Дону, похоронен на Еврейско-татарском кладбище.

## Воинские звания
- капитан;
- подполковник (1940);
- полковник (1941);
- генерал-майор (21.07.1942).

## Награды
- Герой Советского Союза (21.03.1940, медаль «Золотая Звезда» № 320)[2];
- Два ордена Ленина (21.03.1940[2], …);
- Три ордена Красного Знамени (5.05.1942[5], 3.11.1944[6], …);
- Орден Суворова II степени (22.02.1944)[7];
- Орден Кутузова II степени (27.08.1945)[8];
- Медали.